# Збройні сили Філіппін
Збройні сили Філіппін (тагал. Sandatahang Lakas ng Pilipinas) — військова організація Філіппінської Республіки призначена для захисту свободи, незалежності та територіальної цілісності держави. Складаються із сухопутних військ, військово-морських та військово-повітряних сил.

## Історія
Після революції 1896 року на Філіппінах почалася збройна боротьба проти іспанського колоніального правління. На зборах в місті Техерос революційний уряд, на чолі з Еміліо Агінальдо (тагал. Emilio Aguinaldo), оголосив про створення Філіппінської армії, основою якої були Філіппінські революційні сили, які 30 серпня 1896 року підняли повстання проти іспанських військ. Війна з іспанцями тривала до 10 грудня 1898 року, коли, за Паризьким мирним договором, Іспанія відмовлялася від усіх прав на Філіппіни на користь США.
Оскільки США відмовилися визнати незалежність Філіппін, Філіппінська Республіка в 1899 році оголосила США війну, яка офіційно тривала до 25 вересня 1903 року, коли останні філіппінські частини, під командуванням  генерала Симеона Оли (тагал. Simeon Ola), здалися американцям.
Після філіппіно-американської війни Філіппіни стали залежною від США територією, і лише в 1935 році, з наданням їм ширшої автономії, почалося формування нової Філіппінської армії, в складі якої також утворилися Берегова охорона та Армійський авіакорпус.
Ще одним збройним формуванням були Філіппінські поліцейські сили (англ. Philippine Constabulary), які підпорядковувалися Департаменту внутрішніх справ.
7 вересня 1950 року уряд Філіппін ухвалив рішення відправити філіппінський експедиційний корпус до Південної Кореї, щоб допомогти відбити агресію з півночі. Філіппіни послали п'ять батальйонів піхоти, загальною чисельністю 7420 солдатів.
23 грудня 1950 року Філіппінська армія отримала свою сучасну назву — Збройні сили Філіппін. Спочатку вони складалися з чотирьох основних компонентів: сухопутних військ, військово-повітряних сил, військово-морських сил і поліцейських сил. Територія країни спочатку ділилася на чотири військові округи, однак, на початку 80-х років XX століття, загострення становища в країні змусило знову реорганізувати національні збройні сили. Замість 4 військових округів були створені 12 регіональних командувань.

## Склад збройних сил

### Військово-морські сили
|                           |
| BRP Ramon Alcaraz (PF-16) |

|                               |
| BRP Apolinario Mabini (PS-36) |

|                                                                           |
| BRP Emilio Jacinto (PS-35) разом з BRP Rizal на навчаннях CARAT з US Navy |

|                           |
| BRP Dagupan City (LC-551) |

|                            |
| BRP Juan Magluyan (PG-392) |

Першими бойовими одиницями військово-морських Філіппін, оснащенних ракетами, стала модифікація MK. 3 Multi-Purpose Attack Craft.

### Військово-повітряні сили

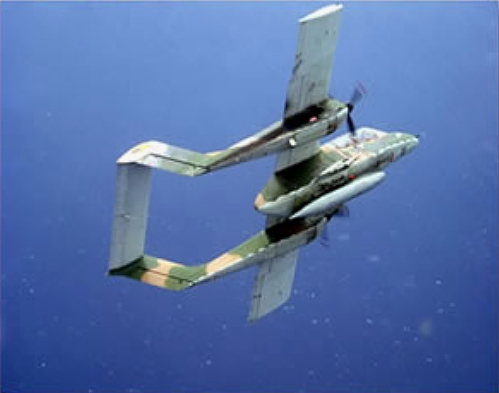
OV-10A Bronco

На озброєнні ВПС Філіппін знаходиться наступна техніка та засоби ураження: (англ.)
| Тип                  | Кількість | Заказ |
| -------------------- | --------- | ----- |
| FA-50                |           | 12    |
| OV -10 Bronco        | 8         |       |
| C-130 B/H/T Hercules | 3         | 2     |
| C.212                |           | 2     |
| C.295                |           | 3     |
| F27                  | 2         |       |
| Nomad 22             | 1         |       |
| Turbo Commander      | 1         |       |
| AS.550               |           | 4     |
| AW.109               |           | 8     |
| Bell 205             | 8         |       |
| Bell 212 / 412       | 1         | 5     |
| MD.520               | 25        |       |
| S-76                 | 9         |       |
| SF.260               | 20        |       |
| S-211                | 3         |       |
| W-3                  | 7         |       |
| UH-1D / H            | 28        | 11    |

## Галерея
| |
| Філіппінська морська піхота висаджується на берег з десантного автомобіля під час навчань в 2009 році. |

|                                                                                          |
| Загін NAVSOG піднімається на борт корабля "BRP Dagupan City" під час морського навчання. |

| |
| сержант філіппінської армії Маноло Мартін демонструє під курсової підготовки виживання, як правильно тримати в руках королівську кобру. |